# 呂詠臻
呂詠臻（1998年12月24日—），為一名台灣棒球選手，守備位置為投手，目前效力於中華職棒樂天桃猿。於2020年季中選秀中被味全龍以第八輪選進。

## 經歷
- 桃園縣龜山國小少棒隊
- 桃園縣龜山國中青少棒隊
- 穀保家商青棒隊
- 國立臺灣體育運動大學棒球隊（富邦公牛）
- 中華職棒味全龍（2020年9月-2024年）
- 中華職棒樂天桃猿（2025年-）

2024年6月26日，在新莊棒球場對戰富邦悍將十局下登板中繼，在一人出局、一三壘有人的情況下面對王勝偉，出現投手犯規送回三壘跑者李宗賢，導致富邦隊終場以3：2獲勝，形成罕見的再見投手犯規。
2024年12月，樂天桃猿朱育賢行使自由球員權利轉戰味全龍，與龍隊簽下4年最高總值4800萬合約。根據聯盟規章，樂天桃猿可以選擇轉隊費和保護名單外球員作為補償，最終指名牛棚投手呂詠臻做為補償球員，也因此呂詠臻轉隊到樂天桃猿。

## 成棒國手經歷
- 2026年世界棒球經典賽資格賽中華隊

## 職棒生涯成績
| 年度 | 球隊   | 出賽 | 先發 | 勝投 | 敗投 | 中繼 | 救援 | 三振 | 四死 | 責失 | 投球局數 | 自責分率 | 被上壘率 |
| ---- | ------ | ---- | ---- | ---- | ---- | ---- | ---- | ---- | ---- | ---- | -------- | -------- | -------- |
| 2022 | 味全龍 | 2    | 1    | 0    | 0    | 0    | 0    | 2    | 3    | 1    | 6.0      | 1.50     | 1.17     |
| 2023 | 味全龍 | 35   | 0    | 3    | 0    | 3    | 1    | 39   | 24   | 8    | 39.2     | 1.82     | 1.54     |
| 2024 | 味全龍 | 43   | 0    | 2    | 3    | 9    | 0    | 32   | 15   | 14   | 35.0     | 3.60     | 1.31     |
| 合計 | 3年    | 80   | 1    | 5    | 3    | 12   | 1    | 73   | 42   | 23   | 80.2     | 2.57     | 1.41     |

## 外部連結
- 呂詠臻在台灣棒球維基館上的頁面（繁體中文）
- 呂詠臻在美國職棒官網（英语）
- 呂詠臻在中華職棒官網
- 呂詠臻在Baseball-Reference.com（小聯盟以及海外聯盟）（英语）
- 呂詠臻在Global Sports Archive（英语）